# Amblyrhethus capitatus
Amblyrhethus capitatus är en insektsart som först beskrevs av Henri Saussure 1878.  Amblyrhethus capitatus ingår i släktet Amblyrhethus och familjen syrsor. Inga underarter finns listade i Catalogue of Life.